# Pimaphera
Pimaphera is een geslacht van vlinders van de familie spanners (Geometridae), uit de onderfamilie Ennominae.

## Soorten
- P. percata Cassino & Swett, 1927
- P. sparsaria Walker, 1863